# Materials Research Society
La Sociedad de Investigación de Materiales (o MRS, Materials Research Society, en inglés) es una organización sin ánimo de lucro, para investigadores en ciencia de materiales, como científicos e ingenieros. Establecida en 1973, la MRS es una organización conducida por miembros con aproximadamente 14,000 investigadores de materiales de academia, industria y gobierno.
Encabezada por su sede en Warrendale, Pensilvania, la afiliación de MRS abarca más de 90 países, con aproximadamente 48% de sus miembros residentes fuera de los Estados Unidos.
Los miembros de MRS trabajan en todas las áreas de ciencia de materiales e investigación como física, química, biología, matemática e ingeniería.  La MRS proporciona un entorno colaborativo para intercambio de ideas a través de todas estas disciplinas de ciencia de materiales mediante reuniones, publicaciones y otros programas diseñados para fortalecer la cooperación y networking.
La misión de la sociedad es para promover comunicación para el avance de la investigación multidisciplinaria en ciencia de materiales para mejorar la calidad de vida.